# Mathias Gansterer

Mathias Gansterer

Mathias Gansterer (* 20. Februar 1791 in Payerbach, Niederösterreich; † 28. Dezember 1849 in Ottakring) war Unternehmer in der Gemeinde Ottakring, dem namensgebenden Teil des heutigen 16. Wiener Gemeindebezirks Ottakring. Die Gansterergasse in Wien, Ottakring, wurde nach ihm benannt.

## Biographie
Mathias Gansterer begann als Fuhrmann. Er zog um 1820 zu seinem Onkel Johann Gansterer (1771–1850), einem Ziegelofenbesitzer auf der Landstraße Nr. 396, mit dem er sehr eng zusammen arbeitete. Dort heiratete Mathias 1824 Josepha Sommer. Er erwarb um 1827 das Haus in der Reißnergasse (anno 2021 Reisnerstraße) Nr. 617 in Wien, Landstraße. 1829 siedelte er sich mit seiner Familie in Ottakring an, wo er Liegenschaften, ein Gasthaus, ein Kaffeehaus, eine Ziegelbrennerei, sowie ein Fuhrwerksunternehmen besaß. Ab 1834 war Mathias Gansterer Gerichtsbeisitzer des Dorfgerichtes Ottakring unter dem Ortsrichter Anton Seeböck (1800 – 20. Oktober 1841), nach dem die Seeböckgasse in Wien benannt ist.
Mathias Gansterer starb am 28. Dezember 1849 und wurde am 30. Dezember 1849 auf dem Ottakringer Friedhof begraben.

## Gansterer Ziegelofen (Ziegelei)

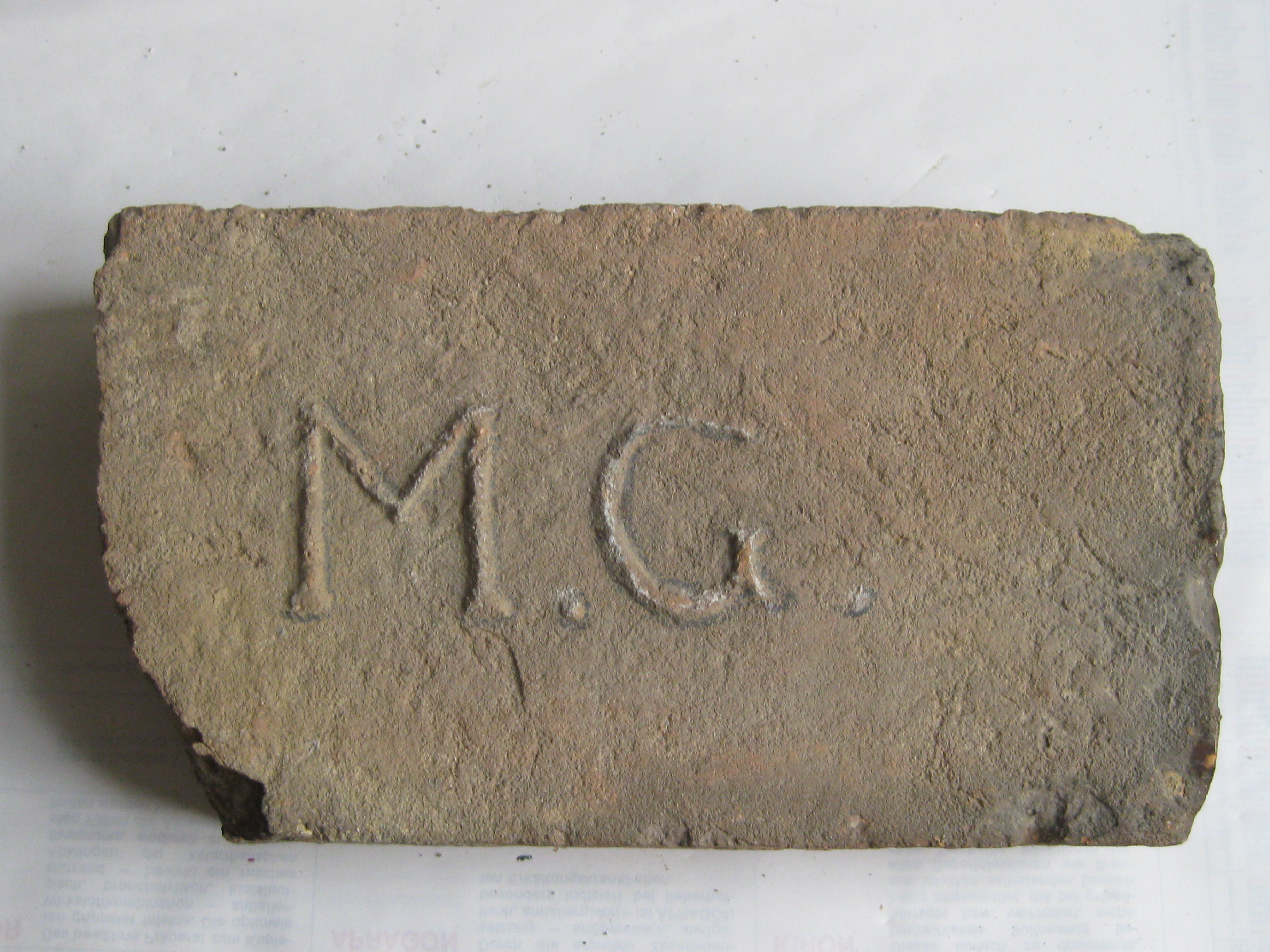
Mathias Gansterer Ziegel (Ziegelzeichen M.G.) (Ziegelmuseum Wien)

Um das Jahr 1790 wurde in Ottakring ein Ziegelofen (Ziegelei) errichtet. Diesen erwarben Mathias Gansterer und seine Frau Josepha (geb. Sommer, 1807–1860) am 3. September 1829 samt Häuschen, Ziegelhütte, Ziegelbrennofen und Ziegelschlagstatt und „17 Gewähren Ackerland in der Ried Hundsecken, in der Maß 7 Joch 800 Qukl. (=Quadratklafter) neben der Ottakringer Sauweide, der Ottakringer Straße und der Hernalser Freyheit bei der 1. Bildsäule von Neulerchenfeld gegen Ottakring“. Die Adresse lautete ursprünglich Nr. 77, später Nr. C. (=Konskriptionsnummer) 81 und heute (anno 2021) Ottakringer Straße 102 – 106. 1828 erwarben sie außerdem 6 ½ Joch in 14 Gewähren in der Ried Lobenhauern.
1834 gründete Mathias Gansterer zusammen mit seiner Frau Josepha, seinem Onkel Johann Gansterer (1771–1850) und dessen Ehefrau Josepha (geborene Pickel, 1773–1835) die Gesellschaft Johann Gansterer & Companie. Weitere Gesellschafter waren der Vetter von Johann Gansterer, Johann Geyer (1789–1862) und dessen Gattin Josepha (geborene Mayer, 1803–1835). Diese Gesellschaft betrieb den Ziegelofen in Guntramsdorf.

## Gansterer Teich
Der genaue Zeitpunkt der Entstehung des Gansterer Teiches kann heute nicht mehr eruiert werden. In der Katastralmappe von 1819 findet sich über diesen Teich noch kein Hinweis. Wahrscheinlich entstand er bei Arbeiten für die Ziegelerzeugung in der Lehmgrube.

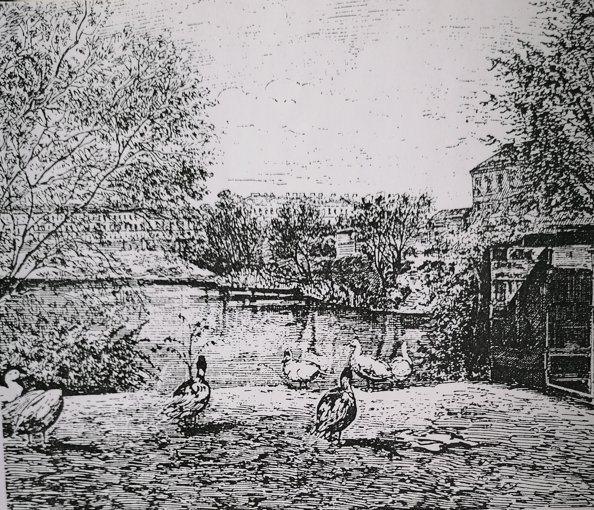
Gansterer Teich mit Garten des „Gansterer Bad“ (Ottakring) (Zeitung „Welt-Blatt“ ca. 1880)

Die Zeitung „Welt-Blatt“ berichtete, dass die Entstehung durch eine Brunnengrabung passierte und ursprünglich etwa so groß war wie der Graben, die Freyung und der Hohe Markt zusammen. Er lag im Bereich der Ottakringer Straße, Rosensteingasse, Sterngasse (seit 1894 Haslingergasse) und Gansterergasse. Das Wasser des Teichs stammte aus einem Artesischen Brunnen und wurde als sehr rein, tief und mit vielen Fischen beschrieben. „Das Neue Wiener Tagblatt“ vom 21. August 1883 berichtete, dass ein Angler einen 15 kg schweren Fisch gefangen hatte, der sofort um acht Gulden an einen Händler verkauft wurde. Im „Welt Blatt“ vom Dezember 1892 wird bedauert, dass man begonnen hat, den fischreichen Gansterer Teich trocken zu legen. Wegen des Wassermangels und der damals sehr staubigen und schmutzigen Straßen in Ottakring wurde unter anderem auch Wasser aus dem Gansterer Teich für die Bespritzung der Straßen verwendet. Im Winter wurde Eis (Natureis) aus dem Teich gewonnen, das an Gastwirte etc. für ihre Eiskästen (Kühlschränke) und Eiskeller verkauft wurde. Auch von Ertrunken in diesem Teich wurde in verschiedenen Zeitungen berichtet, wie zum Beispiel im Jahre 1850 von einer Frau, die sich im Teich das Leben nahm. Die Zeitung „Reichspost“ vom 10. März 1894 berichtet von Verschüttungsarbeiten am Gansterer Teich. Der Teich wurde vollständig zugeschüttet. Später wurde mit der Verbauung des Areals begonnen. Heute (anno 2021) erinnert nur noch der Name der Teichgasse in Hernals daran. Diese führte vor 1905 noch bis zur Rosensteingasse, hinter welcher sich der „Gansterer Teich“ befand.

## Gansterer Gasthaus und Gansterer Kaffeehaus

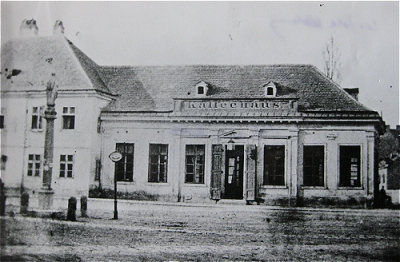
Gansterer Kaffeehaus (Ottakring)

An der Ottakringer Straße beim Ziegelofen führten die Familie Gansterer ein Gasthaus. Ab 1827 bemühte sich Mathias Gansterer gleichzeitig mit Paul Wurlitzer (1784 – 11. Juli 1857), nach dem die Wurlitzergasse in Wien benannt ist, um eine „Kaffeehausgerechtigkeit“ (=Konzession) zum Betreiben eines Kaffeehauses in Ottakring. Paul Wurlitzer bekam diese 1837 und Mathias Gansterer 1840 zugesprochen. Er errichtete daraufhin das zweite Ottakringer Kaffeehaus auf seiner Liegenschaft C 77 (später C 81, heute Ottakringer Straße Nr. 102). Sein Enkelsohn, der Architekt und Stadtbaumeister Ferdinand Baldia (1860–1936), ließ die ehemaligen Gansterer Häuser abtragen und errichtete 1893 den Gebäudekomplex „Baldia Hof“. An der Stelle des ehemaligen „Gansterer Kaffeehaus“ entstand später das „Cafe Baldiahof“.

## Feuerwachstube im Gansterer Haus
Im Mai 1851 wurde in Ottakring die Einführung eines Feuerwachdienstes beschlossen. Es wurden vier Feuerwächter eingestellt, wovon zwei durch die Gassen patrouillierten und zwei weitere sich in der Feuerwachstube aufhielten. Diese befand sich in der ehemaligen Wachstube des Nationalgarde-Commandos. Besitzerin der Gansterer Liegenschaften war inzwischen seine Frau Josepha Gansterer sen. (1807–1860). Sie stellte auch die Lokalitäten für die Löschrequisiten (Feuerspritzen, Wasserwagen usw.) zur Verfügung.

## Das Gansterer Bad „Voll- und Schwimm-Bad zum Erzherzog Franz Karl“

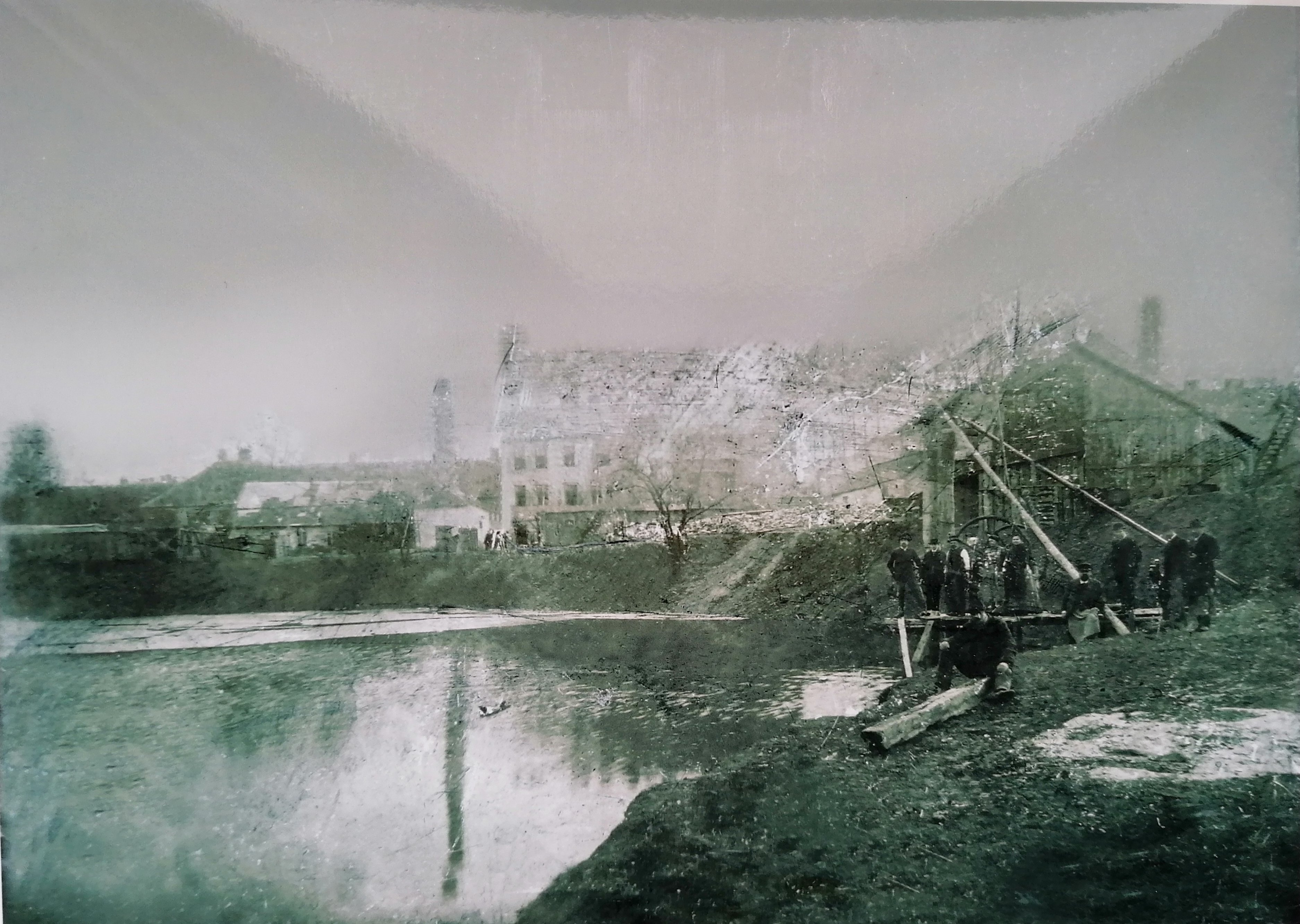
Gansterer Teich mit dem Heizhaus für das „Gansterer Bad“ (Ottakring)

1854 ließ Josepha Gansterer sen. im Gastgarten des Kaffee- und Gasthauses (Ecke Ottakringer Straße und Rosensteingasse) das „Gansterer Bad“ mit Badehaus und Garten errichten. Das Voll- und Schwimm-Bad zum Erzherzog Franz Karl wurde am 22. Juni 1854 eröffnet. Für das Vollbad dieser Badeanstalt wurde das Wasser mit einem eigenen Heizhaus erwärmt. Das Schwimmbecken war ca. 11,2 m × 5,6 m groß. Der Schwimm-Meister Johann Irgend erteilte Schwimmunterricht gegen extra Bezahlung. Das Wasser wurde aus dem „Gansterer Teich“ über Filteranlagen dem Bade zugeführt.

## Sammelplatz der Bürgerwehr beim Gansterer Kaffeehaus
Im Hause des Mathias Gansterer befand sich im Revolutionsjahr 1848 die Wachstube der Ottakringer Nationalgarde (Bürgerwehr) unter dem Divisions-Kommandanten Josef Grüllemayr (8. Dezember 1812 – 3. Mai 1871), nach dem die Grüllemeiergasse in Wien benannt ist.
Während des Deutschen Krieges (1866) kam es in Ottakring zu großen Truppenbewegungen, Einquartierungen von Soldaten und Pflege von Verwundeten. Die Cholera brach aus, und man musste mit Unruhen rechnen. Daher wurde eine Bürgerwehr gebildet. Der Sammelplatz der Bürgerwehr war vor dem „Gansterer´schen Kaffeehaus“ auf dem Markte (seit 1894 Johann-Nepomuk-Berger-Platz).

## Familie
Mathias Gansterer hatte mit seiner Frau Josepha (1807–1860), die er 1824 heiratete, mehrere Kinder. Ihre gemeinsame Tochter Josefa Gansterer jun. (1833–1907) heiratete Ferdinand Mathias Baldia (1818–1869), Gemeinderat in Ottakring, nach dem die Baldiagasse in Wien benannt wurde. Sie hatten drei Söhne: Johann, Joseph und den oben erwähnten Ferdinand.

## Josepha Gansterer sen.

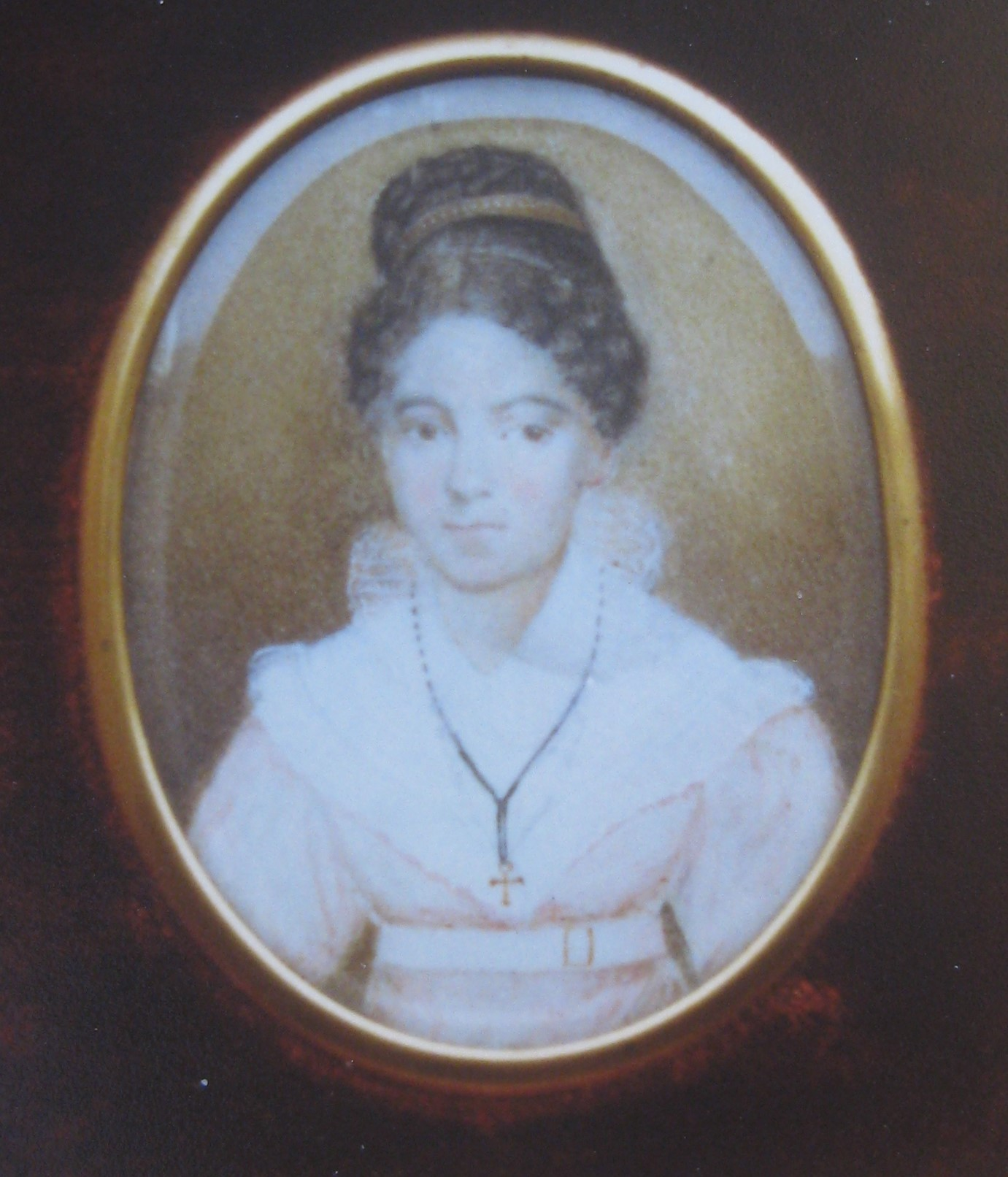
Josepha Gansterer sen. (ca. 1824)

(geborene Sommer, * 1807 in Schottwien; † 30. April 1860 in Ottakring) sie übernahm 1844 sämtliche Liegenschaften und Geschäfte der Familie und erweiterte sie. Erwähnenswert ist das von ihr errichtete „Gansterer Bad“. Im Reiseführer von Dr. F. C. Weidmann im Jahre 1863 „Wien´s malerische Umgebung“ wurde es lobend hervorgehoben. Sie führte die Familiengeschäfte bis zu ihrem Tode und wurde am 2. Mai 1860 auf dem Ottakringer Friedhof beerdigt.

## Josefa Gansterer jun.

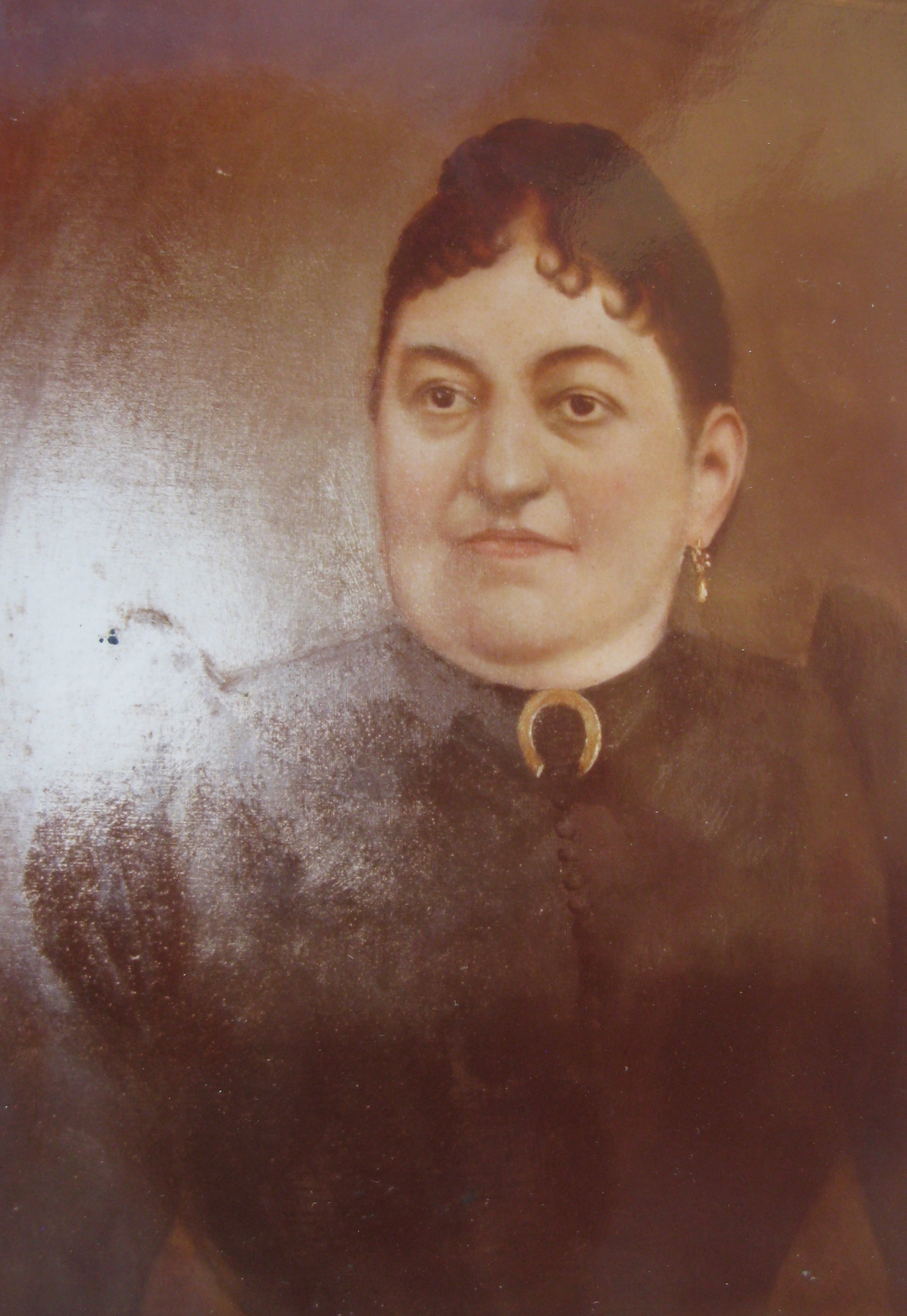
Josefa Gansterer jun. (ca. 1860)

(* 7. März 1833 in Ottakring; † 5. Januar 1907 in Wien, Ottakring) nach dem Tod ihrer Mutter Josepha Gansterer sen. im Jahre 1860 übernahm sie, die sich später auch gerne Josefine nannte, die Familiengeschäfte. 1861 heiratete sie den Ottakringer Gemeinderat Ferdinand Mathias Baldia (1818–1869). 1874 heiratete die Witwe den Ottakringer Hausbesitzer und Gemeinderat Josef Palm (1836 – 18. August 1895). Sie blieb bis zu ihrem Tode 1907 Besitzerin der ehemaligen Gansterer Liegenschaften. Josefa Palm liegt in einer Familiengruft am Ottakringer Friedhof begraben.